# Judith Holste
Judith Holste ist eine deutsche Kostümbildnerin, die für Kino- und Fernsehproduktionen arbeitet.

## Berufsweg
Judith Holste schloss nach Beendigung der Schulzeit eine Handwerklehre zur Damenschneiderin ab. Zudem belegte sie einen Semesterlehrgang zur Schnittdirektice und absolvierte ein Studium in Hamburg mit Abschluss als Kostümbildnerin. Im Anschluss war sie am Theater tätig. Seit 1995 arbeitet sie für TV- und Kinoproduktionen als Kostümbildnerin.
Judith Holste ist seit 2013 mit dem Schauspieler Christoph Waltz verheiratet. Das Paar hat eine erwachsene Tochter. Judith Holste hat ihren Arbeitswohnsitz in Berlin.

## Filmografie (Auswahl)
- 1992: Wolffs Revier, TV-Serie
- 1995–1996: Brubeck
- 1996: Rotlicht für Sawatzki
- 1997: Schimanski: Blutsbrüder, TV-Krimi, Regie: Hajo Gies
- 1998: Geiselfahrt ins Paradies, Kinofilm, Regie: Hans-Erich Viet
- 1998: Das vergessene Leben, TV-Film, Regie: Claudia Prietzel
- 1998: Bauernopfer
- 1998: Flucht ins Verderben
- 2002: Dienstreise – Was für eine Nacht, TV-Komödie, Regie: Stephan Wagner
- 2002: Zuckerbrot
- 2003: Tigeraugen sehen besser
- 2004: Carola Stern – Doppelleben, TV-Film, Regie: Thomas Schadt
- 2005: Lulu
- 2010: Wir wollten aufs Meer
- 2011: Im Alleingang – Die Stunde der Krähen
- 2011: Go West – Freiheit um jeden Preis
- 2015: Die Informantin, TV-Film, Regie: Philipp Leinemann
- 2020: 8 Zeugen, TV-Serie, Regie: Jörg Lühdorff
- 2022: Erzgebirgskrimi – Ein Mord zu Weihnachten, TV-Film, Regie: Axel Barth
- 2022: Die Unschärferelation der Liebe, Kinofilm, Regie: Lars Kraume
- 2023: Der Fall Marianne Voss, TV-Film, Regie: Uljana Havemann